# Critérium du Dauphiné 2024
De 76e editie van het Critérium du Dauphiné werd verreden van zondag 2 juni tot en met zondag 9 juni 2024. De wedstrijd was onderdeel van de UCI World Tour 2024 en werd door velen gebruikt als voorbereiding op de Ronde van Frankrijk 2024. De vorige editie werd gewonnen door de Deen Jonas Vingegaard, die dit keer niet meedeed vanwege de gevolgen van een zware val in de Ronde van het Baskenland.

## Etappe-overzicht
| Etappe | Datum  | Start                     | Aankomst                  | Type                | Afstand (km) | Winnaar          | Klassementsleider |
| ------ | ------ | ------------------------- | ------------------------- | ------------------- | ------------ | ---------------- | ----------------- |
| 1e     | 2 juni | Saint-Pourçain-sur-Sioule | Saint-Pourçain-sur-Sioule | Heuvelrit           | 172,5        | Mads Pedersen    | Mads Pedersen     |
| 2e     | 3 juni | Gannat                    | Col de la Loge            | Bergrit             | 142          | Magnus Cort      | Magnus Cort       |
| 3e     | 4 juni | Celles-sur-Durolle        | Les Estables              | Bergrit             | 181,7        | Derek Gee        | Derek Gee         |
| 4e     | 5 juni | Saint-Germain-Laval       | Neulise                   | Individuele tijdrit | 34,4         | Remco Evenepoel  | Remco Evenepoel   |
| 5e     | 6 juni | Amplepuis                 | Saint-Priest              | Heuvelrit           | 167          | geen winnaar     | Remco Evenepoel   |
| 6e     | 7 juni | Hauterives                | Le Collet d'Allevard      | Bergrit             | 174,1        | Primož Roglič    | Primož Roglič     |
| 7e     | 8 juni | Albertville               | Samoëns 1600              | Bergrit             | 155,3        | Primož Roglič    | Primož Roglič     |
| 8e     | 9 juni | Thônes                    | Plateau des Glières       | Bergrit             | 160,6        | Carlos Rodríguez | Primož Roglič     |

## Etappe-uitslagen

### Eerste etappe
Heuvelrit 172,5 km · Saint-Pourçain-sur-Sioule naar Saint-Pourçain-sur-Sioule
De eerste rit kende een vroege vlucht van Mark Donovan en Mathis Le Berre. Donovan sprokkelde genoeg punten om de bolletjestrui te pakken. Het tweetal werd op 15 kilometer van de meet door het peloton gepakt. Uitlooppogingen van onder andere Nils Politt kregen geen kans van het peloton, dat geen grote sprinters bevatte. Mads Pedersen won de massasprint.
| Plaats  | Naam              | Ploeg                           | tijd     |
| ------- | ----------------- | ------------------------------- | -------- |
| Winnaar | Mads Pedersen     | Lidl-Trek                       | 4u01'30" |
| 2       | Sam Bennett       | Decathlon AG2R La Mondiale Team | z.t.     |
| 3       | Hugo Page         | Intermarché-Wanty               | z.t.     |
| 4       | Clément Venturini | Arkéa-B&B Hotels                | z.t.     |
| 5       | Owain Doull       | EF Education-EasyPost           | z.t.     |
| 6       | Michele Gazzoli   | Astana Qazaqstan                | z.t.     |
| 7       | Iván García       | Movistar                        | z.t.     |
| 8       | Fred Wright       | Bahrain-Victorious              | z.t.     |
| 9       | Clément Russo     | Groupama-FDJ                    | z.t.     |
| 10      | Magnus Cort       | Uno-X Mobility                  | z.t.     |

| Plaats    | Naam              | Ploeg                           | tijd     |
| --------- | ----------------- | ------------------------------- | -------- |
| Gele trui | Mads Pedersen     | Lidl-Trek                       | 4u01'20" |
| 2         | Sam Bennett       | Decathlon AG2R La Mondiale Team | + 4"     |
| 3         | Hugo Page         | Intermarché-Wanty               | + 6"     |
| 4         | Mathis Le Berre   | Arkéa-B&B Hotels                | + 7"     |
| 5         | Mark Donovan      | Q36.5 Pro Cycling Team          | + 8"     |
| 6         | Casper Pedersen   | Soudal Quick-Step               | + 9"     |
| 7         | Clément Venturini | Arkéa-B&B Hotels                | + 10"    |
| 8         | Owain Doull       | EF Education-EasyPost           | z.t.     |
| 9         | Michele Gazzoli   | Astana Qazaqstan                | z.t.     |
| 10        | Iván García       | Movistar                        | z.t.     |

### Tweede etappe
Bergrit 142 km · Gannat naar Col de la Loge
Bruno Armirail (Decathlon AG2R La Mondiale), Mathis Le Berre (Arkéa-B&B Hotels), Filippo Conca (Q36.5), Jonas Gregaard (Lotto Dstny) en Xandro Meurisse (Alpecin-Deceuninck), zaten in de vroege vlucht die na zo'n 35 kilometer een voorsprong had van ruim 5 minuten. Op 25 kilometer van het einde lag een klim van 7,4 kilometer met gemiddelde stijging van 5,7 procent. Hier veroverde Le Berre de bolletjestrui en liep de voorsprong van de vluchters sterk terug van zo'n 3 naar 1 minuut. Op een klim op 11 kilometer van de finish ontsnapte Armirail uit de kopgroep. De laatste kilometers liepen zo'n 4% omhoog. Met nog 150 meter te gaan werd Armirail in dichte mist door het peloton gegrepen en ontsnapte Magnus Cort die tot aan de streep stand hield. Hij won daarmee zowel de rit, als de gele en groene trui.
| Plaats  | Naam                | Ploeg                      | tijd     |
| ------- | ------------------- | -------------------------- | -------- |
| Winnaar | Magnus Cort         | Uno-X Mobility             | 3u21'42" |
| 2       | Primož Roglič       | BORA-hansgrohe             | z.t.     |
| 3       | Matteo Jorgenson    | Team Visma \| Lease a Bike | z.t.     |
| 4       | Giulio Ciccone      | Lidl-Trek                  | z.t.     |
| 5       | Oier Lazkano        | Movistar                   | z.t.     |
| 6       | Dylan Teuns         | Israel-Premier Tech        | z.t.     |
| 7       | Lukas Nerurkar      | EF Education-EasyPost      | z.t.     |
| 8       | Clément Champoussin | Arkéa-B&B Hotels           | z.t.     |
| 9       | Romain Grégoire     | Groupama-FDJ               | z.t.     |
| 10      | Guillaume Martin    | Cofidis                    | z.t.     |

| Plaats    | Naam                | Ploeg                      | tijd     |
| --------- | ------------------- | -------------------------- | -------- |
| Gele trui | Magnus Cort         | Uno-X Mobility             | 7u23'02" |
| 2         | Primož Roglič       | BORA-hansgrohe             | + 4"     |
| 3         | Matteo Jorgenson    | Team Visma \| Lease a Bike | + 6"     |
| 4         | Bruno Armirail      | Decathlon AG2R La Mondiale | + 8"     |
| 5         | Clément Champoussin | Arkéa-B&B Hotels           | + 10"    |
| 6         | Derek Gee           | Israel-Premier Tech        | z.t.     |
| 7         | Oier Lazkano        | Movistar                   | z.t.     |
| 8         | Krists Neilands     | Israel-Premier Tech        | z.t.     |
| 9         | Juan Ayuso          | UAE Team Emirates          | z.t.     |
| 10        | Jack Haig           | Bahrain-Victorious         | z.t.     |

### Derde etappe
Bergrit 181,7 km · Celles-sur-Durolle naar Les Estables
Na 32 kilometer ontsnapten Nicolas Prodhomme (Decathlon AG2R La Mondiale), Rémy Rochas (Groupama-FDJ) en Harry Sweeny (EF Education-EasyPost) uit het peloton. Zij kregen een voorsprong van ruim 3 minuten. Na een vlucht van 110 kilometer en nog zo'n 40 te gaan, was het peloton tot een minuut genaderd. Christopher Juul-Jensen (Team Jayco AlUla) maakte de oversteek. Valentin Madouas (Groupama-FDJ) sprong hem achterna maar bleef in een chasse patate hangen. Rochas moest 23 kilometer voor de finish lossen uit de kopgroep. De laatste kilometers liepen zo'n 5% omhoog. Met nog 2,5 kilometer te gaan werden de vluchters ingerekend. Met nog 550 meter te gaan ging Derek Gee in de aanval. Hij werd gevolgd door Romain Grégoire, die overnam. Gee kon hem nog in de laatste honderd meter inhalen en dankzij hun voorsprong van drie seconden ook de gele trui pakken.
| Plaats  | Naam                | Ploeg                      | tijd     |
| ------- | ------------------- | -------------------------- | -------- |
| Winnaar | Derek Gee           | Israel-Premier Tech        | 4u22'18" |
| 2       | Romain Grégoire     | Groupama-FDJ               | z.t.     |
| 3       | Lukas Nerurkar      | EF Education-EasyPost      | + 3"     |
| 4       | Giulio Ciccone      | Lidl-Trek                  | z.t.     |
| 5       | Harold Tejada       | Astana Qazaqstan           | z.t.     |
| 6       | Santiago Buitrago   | Bahrain-Victorious         | z.t.     |
| 7       | Aleksandr Vlasov    | BORA-hansgrohe             | z.t.     |
| 8       | Clément Champoussin | Arkéa-B&B Hotels           | z.t.     |
| 9       | Matteo Jorgenson    | Team Visma \| Lease a Bike | z.t.     |
| 10      | Primož Roglič       | BORA-hansgrohe             | z.t.     |

| Plaats    | Naam                | Ploeg                      | tijd      |
| --------- | ------------------- | -------------------------- | --------- |
| Gele trui | Derek Gee           | Israel-Premier Tech        | 11u45'20" |
| 2         | Magnus Cort         | Uno-X Mobility             | + 3"      |
| 3         | Romain Grégoire     | Groupama-FDJ               | + 4"      |
| 4         | Primož Roglič       | BORA-hansgrohe             | + 7"      |
| 5         | Matteo Jorgenson    | Team Visma \| Lease a Bike | + 9"      |
| 6         | Lukas Nerurkar      | EF Education-EasyPost      | + 9"      |
| 7         | Bruno Armirail      | Decathlon AG2R La Mondiale | + 11"     |
| 8         | Clément Champoussin | Arkéa-B&B Hotels           | + 13"     |
| 9         | Giulio Ciccone      | Lidl-Trek                  | z.t.      |
| 10        | Carlos Rodríguez    | INEOS Grenadiers           | z.t.      |

### Vierde etappe
Individuele tijdrit 34,4 km · Saint-Germain-Laval naar Neulise
De individuele tijdrit van 34,4 kilometer had een glooiend parkoers met 375 hoogtemeters. Europees kampioen Joshua Tarling zette een scherpe tijd neer. Wereldkampioen Remco Evenepoel dook daar nog 17 seconden onder. Van de klassementsrijders stelde Sepp Kuss teleur met een 45e tijd. Gele trui-drager Derek Gee, die niet bekend staat als tijdrijder, haalde een verdienstelijke zesde plek.
| Plaats  | Naam               | Ploeg                      | tijd    |
| ------- | ------------------ | -------------------------- | ------- |
| Winnaar | Remco Evenepoel    | Soudal Quick-Step          | 41'49"  |
| 2       | Joshua Tarling     | INEOS Grenadiers           | + 17"   |
| 3       | Primož Roglič      | BORA-hansgrohe             | + 39"   |
| 4       | Matteo Jorgenson   | Team Visma \| Lease a Bike | + 1'07" |
| 5       | Oier Lazkano       | Movistar                   | + 1'21" |
| 6       | Derek Gee          | Israel-Premier Tech        | + 1'24" |
| 7       | Neilson Powless    | EF Education-EasyPost      | z.t.    |
| 8       | Bruno Armirail     | Decathlon AG2R La Mondiale | + 1'26" |
| 9       | Juan Ayuso         | UAE Team Emirates          | + 1'27" |
| 10      | Tao Geoghegan Hart | Lidl-Trek                  | + 1'38" |

| Plaats    | Naam               | Ploeg                      | tijd      |
| --------- | ------------------ | -------------------------- | --------- |
| Gele trui | Remco Evenepoel    | Soudal Quick-Step          | 12u27'22" |
| 2         | Primož Roglič      | BORA-hansgrohe             | + 33"     |
| 3         | Matteo Jorgenson   | Team Visma \| Lease a Bike | + 1'04"   |
| 4         | Derek Gee          | Israel-Premier Tech        | + 1'11"   |
| 5         | Oier Lazkano       | Movistar                   | + 1'21"   |
| 6         | Bruno Armirail     | Decathlon AG2R La Mondiale | + 1'25"   |
| 7         | Neilson Powless    | EF Education-EasyPost      | z.t.      |
| 8         | Juan Ayuso         | UAE Team Emirates          | + 1'27"   |
| 9         | Tao Geoghegan Hart | Lidl-Trek                  | + 1'39"   |
| 10        | Carlos Rodríguez   | INEOS Grenadiers           | + 1'41"   |

### Vijfde etappe
Heuvelrit 167 km · Amplepuis naar Saint-Priest
De rit met stortbuien werd geneutraliseerd na een massale valpartij op een van de gladde wegen. In de vroege vlucht met bergklassementsleider Mathis Le Berre, Tobias Bayer en Ådne Holter, ging die laatste op 78 kilometer van de finish onderuit in een kletsnatte afdaling. Le Berre en Bayer wachtten hierna op Holter, maar hij was door de val onzeker geworden. Holter had moeite om erbij te blijven, moest uiteindelijk lossen en werd met nog 32 kilometer te gaan door het peloton gegrepen. In het peloton werd ook gevallen, waardoor Milan Menten moest opgeven.
Op zo'n 20 kilometer voor het einde was Oliver Naesen een van de 'zeker honderd' renners die in het peloton vielen. Het gebeurde in een door de regen spekgladde afdaling, waardoor veel renners na hun val als op een schaatsbaan doorgleden. Naesen hield er een diepe wond aan over die gehecht moest worden. Klassementsleider Remco Evenepoel kon gecontroleerd afremmen, maar ging over de kop toen een andere fiets onder hem door schoof. Hij kwam op zijn hoofd en rechter zijde terecht en was blij dat hij een helm op had. Evenepoel bleef lang zitten, maar kon weer opstappen.
Onder andere Steven Kruijswijk (breukje in heup), Dylan van Baarle (sleutelbeenbreuk), Ådne Holter (mogelijke hersenschudding), Rémy Rochas (blessure hoofd en wervelkolom) en Axel Mariault (kneuzing aan heup) moesten opgeven. Jasha Sütterlin (gebroken heup), Laurens Huys en Rainer Kepplinger (mogelijke hersenschudding), Kobe Goossens (kniepijn) en Kamil Gradek (gebroken hand) besloten om na deze rit niet meer van start te gaan.

### Zesde etappe
Bergrit 174,1 · Hauterives naar Le Collet d'Allevard
Voor deze rit stapten nog meer renners niet op. Daaronder de in eerdere etappes actieve Harry Sweeny en Lukas Nerurkar en de achtste renner in het algemene klassement Juan Ayuso. Een vroege vlucht met zes renners, Magnus Cort, Romain Grégoire, Mason Hollyman, Thibault Guernalec, Arjen Livyns en Alessandro Fancellu, nam maximaal 6 minuten voorsprong. Op 41,7 kilometer van het einde haalden Guernalec en Hollyman in de afdaling van de Col du Granier een bocht niet en ze vielen in de berm. Guernalec wist op 33 kilometer weer aan te sluiten, maar Hollyman liet het lopen en werd teruggepakt door het peloton. Op 30,5 kilometer reed de begeleidende politiemotard en de jurywagen met de UCI-commissaris verkeerd, waarna ook de kopgroep de afslag miste. Guernalec veroorzaakte bijna weer een valpartij door plotseling vol in de remmen te knijpen, zonder rekening te houden met Cort die in zijn wiel zat.
Met nog 5 kilometer te gaan ontsnapte Laurens De Plus uit het uitgedunde peloton. Hij kreeg gezelschap van Aleksandr Vlasov. Zij haalden een kilometer later Grégoire in, die als laatste van de kopgroep nog vooruit reed. Met nog twee kilometer te gaan sloten Primož Roglič, Giulio Ciccone, Matteo Jorgenson, Carlos Rodríguez en Derek Gee aan. Na een versnelling van Vlasov moesten de laatste twee lossen. Hierop liet De Plus zich naar zijn kopman Rodríguez afzakken, terwijl de in zijn wiel rijdende Jorgenson dit niet door had en zo de aansluiting met Vlasov, Roglič en Ciccone misliep. Roglič nam in de laatste honderden meters over en sprintte solo weg naar de winst en gele trui. Leider Remco Evenepoel kon de versnellingen tijdens de klim niet volgen, maar hield de schade beperkt. Hij bleef leider in het jongerenklassement.
| Plaats  | Naam             | Ploeg                      | tijd     |
| ------- | ---------------- | -------------------------- | -------- |
| Winnaar | Primož Roglič    | BORA-hansgrohe             | 4u19'59" |
| 2       | Giulio Ciccone   | Lidl-Trek                  | + 3"     |
| 3       | Aleksandr Vlasov | BORA-hansgrohe             | + 11"    |
| 4       | Derek Gee        | Israel-Premier Tech        | + 13"    |
| 5       | Matteo Jorgenson | Team Visma \| Lease a Bike | + 17"    |
| 6       | Laurens De Plus  | INEOS Grenadiers           | + 22"    |
| 7       | Carlos Rodríguez | INEOS Grenadiers           | z.t.     |
| 8       | Remco Evenepoel  | Soudal Quick-Step          | + 42"    |
| 9       | Jack Haig        | Bahrain-Victorious         | + 50"    |
| 10      | Jai Hindley      | BORA-hansgrohe             | + 53"    |

| Plaats    | Naam             | Ploeg                      | tijd      |
| --------- | ---------------- | -------------------------- | --------- |
| Gele trui | Primož Roglič    | BORA-hansgrohe             | 16u47'44" |
| 2         | Remco Evenepoel  | Soudal Quick-Step          | + 19"     |
| 3         | Matteo Jorgenson | Team Visma \| Lease a Bike | + 58"     |
| 4         | Derek Gee        | Israel-Premier Tech        | + 1'01"   |
| 5         | Aleksandr Vlasov | BORA-hansgrohe             | + 1'21"   |
| 6         | Carlos Rodríguez | INEOS Grenadiers           | + 1'40"   |
| 7         | Laurens De Plus  | INEOS Grenadiers           | + 1'53"   |
| 8         | Oier Lazkano     | Movistar                   | + 2'08"   |
| 9         | Callum Scotson   | Jayco AlUla                | + 2'15"   |
| 10        | Jack Haig        | Bahrain-Victorious         | + 2'31"   |

### Zevende etappe
Bergrit 155,3 · Albertville naar Samoëns 1600
Gedurende de bergrit werd een kopgroep gevormd van tien renners, met daarin onder meer Koen Bouwman, Marc Soler, Lorenzo Fortunato, Davide Formolo en Warren Barguil. Na een lange achtervolging, met nog 66 kilometer te gaan, sloot ook Mark Donovan aan. Op de voorlaatste klim, 45 kilometer van de meet, viel Barguil aan. Soler nam de aanval over en kwam solo als eerste over de top van de Col de la Ramaz met een voorsprong van 5'30" op het peloton. Aan de voet van de slotklim had hij vier minuten voorsprong op het peloton.
De slotklim was tien kilometer lang met gemiddeld 9% en stukken van 13% stijging. Op zes kilometer van het einde moest de leidende jongere Remco Evenepoel uit het peloton lossen. Giulio Ciccone viel juist aan. Hij werd teruggepakt door Aleksandr Vlasov die groep met favorieten een hoog tempo oplegde. Met nog twee kilometer te gaan pakten ze Soler terug. Op zeshonderd meter van de streep versnelde Santiago Buitrago. Zes man onder leiding van Oier Lazkano kwamen terug op zijn wiel en Lazkano nam over maar kwam niet weg. Dat lukte wel Primož Roglič, al kwam Matteo Jorgenson op de streep nog in zijn wiel.
| Plaats  | Naam              | Ploeg                      | tijd     |
| ------- | ----------------- | -------------------------- | -------- |
| Winnaar | Primož Roglič     | BORA-hansgrohe             | 4u29'16" |
| 2       | Matteo Jorgenson  | Team Visma \| Lease a Bike | z.t.     |
| 3       | Giulio Ciccone    | Lidl-Trek                  | + 2"     |
| 4       | Oier Lazkano      | Movistar                   | z.t.     |
| 5       | Derek Gee         | Israel-Premier Tech        | z.t.     |
| 6       | Carlos Rodríguez  | INEOS Grenadiers           | + 8"     |
| 7       | Santiago Buitrago | Bahrain-Victorious         | + 14"    |
| 8       | Laurens De Plus   | INEOS Grenadiers           | z.t.     |
| 9       | Aleksandr Vlasov  | BORA-hansgrohe             | z.t.     |
| 10      | Mikel Landa       | Soudal Quick-Step          | + 33"    |

| Plaats    | Naam             | Ploeg                      | tijd      |
| --------- | ---------------- | -------------------------- | --------- |
| Gele trui | Primož Roglič    | BORA-hansgrohe             | 21u16'50" |
| 2         | Matteo Jorgenson | Team Visma \| Lease a Bike | + 1'02"   |
| 3         | Derek Gee        | Israel-Premier Tech        | + 1'13"   |
| 4         | Aleksandr Vlasov | BORA-hansgrohe             | + 1'56"   |
| 5         | Carlos Rodríguez | INEOS Grenadiers           | + 1'58"   |
| 6         | Remco Evenepoel  | Soudal Quick-Step          | + 2'15"   |
| 7         | Laurens De Plus  | INEOS Grenadiers           | + 2'17"   |
| 8         | Oier Lazkano     | Movistar                   | + 2'20"   |
| 9         | Giulio Ciccone   | Lidl-Trek                  | + 2'54"   |
| 10        | Mikel Landa      | Soudal Quick-Step          | + 3'51"   |

### Achtste etappe
Bergrit 160,6 · Thônes naar Plateau des Glières
| Plaats  | Naam              | Ploeg                      | tijd     |
| ------- | ----------------- | -------------------------- | -------- |
| Winnaar | Carlos Rodríguez  | INEOS Grenadiers           | 4u18'02" |
| 2       | Matteo Jorgenson  | Team Visma \| Lease a Bike | z.t.     |
| 3       | Derek Gee         | Israel-Premier Tech        | + 15"    |
| 4       | Laurens De Plus   | INEOS Grenadiers           | + 35"    |
| 5       | Santiago Buitrago | Bahrain-Victorious         | z.t.     |
| 6       | Primož Roglič     | BORA-hansgrohe             | + 48"    |
| 7       | Giulio Ciccone    | Lidl-Trek                  | z.t.     |
| 8       | Remco Evenepoel   | Soudal Quick-Step          | + 58"    |
| 9       | Aleksandr Vlasov  | BORA-hansgrohe             | z.t.     |
| 10      | Mikel Landa       | Soudal Quick-Step          | + 1'10"  |

| Plaats    | Naam             | Ploeg                      | tijd      |
| --------- | ---------------- | -------------------------- | --------- |
| Gele trui | Primož Roglič    | BORA-hansgrohe             | 25u35'40" |
| 2         | Matteo Jorgenson | Team Visma \| Lease a Bike | + 8"      |
| 3         | Derek Gee        | Israel-Premier Tech        | + 36"     |
| 4         | Carlos Rodríguez | INEOS Grenadiers           | + 1'00"   |
| 5         | Laurens De Plus  | INEOS Grenadiers           | + 2'04"   |
| 6         | Aleksandr Vlasov | BORA-hansgrohe             | + 2'06"   |
| 7         | Remco Evenepoel  | Soudal Quick-Step          | + 2'25"   |
| 8         | Giulio Ciccone   | Lidl-Trek                  | + 2'54"   |
| 9         | Oier Lazkano     | Movistar                   | z.t.      |
| 10        | Mikel Landa      | Soudal Quick-Step          | + 4'13"   |

## Klassementenverloop
| Etappe | Winnaar          | Algemeen klassement · | Puntenklassement · | Bergklassement ·  | Jongerenklassement · | Ploegenklassement |
| ------ | ---------------- | --------------------- | ------------------ | ----------------- | -------------------- | ----------------- |
| 1      | Mads Pedersen    | Mads Pedersen         | Mads Pedersen      | Mark Donovan      | Hugo Page            | Arkéa-B&B Hotels  |
| 2      | Magnus Cort      | Magnus Cort           | Magnus Cort        | Mathis Le Berre   | Matteo Jorgenson     | Movistar          |
| 3      | Derek Gee        | Derek Gee             | Giulio Ciccone     | Mathis Le Berre   | Romain Grégoire      | Movistar          |
| 4      | Remco Evenepoel  | Remco Evenepoel       | Primož Roglič      | Mathis Le Berre   | Remco Evenepoel      | BORA-hansgrohe    |
| 5      | geneutraliseerd  | Remco Evenepoel       | Primož Roglič      | Mathis Le Berre   | Remco Evenepoel      | BORA-hansgrohe    |
| 6      | Primož Roglič    | Primož Roglič         | Primož Roglič      | Mathis Le Berre   | Remco Evenepoel      | BORA-hansgrohe    |
| 7      | Primož Roglič    | Primož Roglič         | Primož Roglič      | Primož Roglič     | Matteo Jorgenson     | BORA-hansgrohe    |
| 8      | Carlos Rodríguez | Primož Roglič         | Primož Roglič      | Lorenzo Fortunato | Matteo Jorgenson     | BORA-hansgrohe    |

## Eindklassementen
| Plaats    | Naam              | Ploeg                      | tijd      |
| --------- | ----------------- | -------------------------- | --------- |
| Gele trui | Primož Roglič     | BORA-hansgrohe             | 25u35'40" |
| 2         | Matteo Jorgenson  | Team Visma \| Lease a Bike | + 8"      |
| 3         | Derek Gee         | Israel-Premier Tech        | + 36"     |
| 4         | Carlos Rodríguez  | INEOS Grenadiers           | + 1'00"   |
| 5         | Laurens De Plus   | INEOS Grenadiers           | + 2'04"   |
| 6         | Aleksandr Vlasov  | BORA-hansgrohe             | + 2'06"   |
| 7         | Remco Evenepoel   | Soudal Quick-Step          | + 2'25"   |
| 8         | Giulio Ciccone    | Lidl-Trek                  | + 2'54"   |
| 9         | Oier Lazkano      | Movistar                   | z.t.      |
| 10        | Mikel Landa       | Soudal Quick-Step          | + 4'13"   |
| 11        | Santiago Buitrago | Bahrain-Victorious         | + 4'28"   |
| 12        | Javier Romo       | Movistar                   | + 5'53"   |
| 13        | Callum Scotson    | Jayco AlUla                | + 6'04"   |
| 14        | Louis Meintjes    | Intermarché-Wanty          | + 6'57"   |
| 15        | David Gaudu       | Groupama-FDJ               | + 11'10"  |
| 16        | Jack Haig         | Bahrain-Victorious         | + 12'12"  |
| 17        | Marc Soler        | UAE Team Emirates          | + 12'47"  |
| 18        | Eduardo Sepúlveda | Lotto Dstny                | + 13'36"  |
| 19        | Guillaume Martin  | Cofidis                    | + 14'32"  |
| 20        | Jai Hindley       | BORA-hansgrohe             | + 16'29"  |

| Plaats | Ploeg                      | Tijd      |
| ------ | -------------------------- | --------- |
| 1      | BORA-hansgrohe             | 77h05'45" |
| 2      | INEOS Grenadiers           | + 7'01"   |
| 3      | Israel-Premier Tech        | + 19'04"  |
| 4      | Movistar Team              | + 24'40"  |
| 5      | Team Visma \| Lease a Bike | + 33'48"  |

| Plaats      | Naam             | Ploeg                      | Punten |
| ----------- | ---------------- | -------------------------- | ------ |
| Groene trui | Primož Roglič    | BORA-hansgrohe             | 73     |
| 2           | Matteo Jorgenson | Team Visma \| Lease a Bike | 66     |
| 3           | Giulio Ciccone   | Lidl-Trek                  | 62     |
| 4           | Derek Gee        | Israel-Premier Tech        | 54     |
| 5           | Magnus Cort      | Uno-X Mobility             | 41     |

| Plaats   | Naam              | Ploeg                      | Punten |
| -------- | ----------------- | -------------------------- | ------ |
| Bergtrui | Lorenzo Fortunato | Astana Qazaqstan           | 40     |
| 2        | Marc Soler        | UAE Team Emirates          | 38     |
| 3        | Primož Roglič     | BORA-hansgrohe             | 31     |
| 4        | Matteo Jorgenson  | Team Visma \| Lease a Bike | 26     |
| 5        | Mathis Le Berre   | Arkéa-B&B Hotels           | 24     |

| Plaats     | Naam              | Ploeg                      | Tijd      |
| ---------- | ----------------- | -------------------------- | --------- |
| Witte trui | Matteo Jorgenson  | Team Visma \| Lease a Bike | 25u35'48" |
| 2          | Carlos Rodríguez  | INEOS Grenadiers           | + 52"     |
| 3          | Remco Evenepoel   | Soudal Quick-Step          | + 2'17"   |
| 4          | Oier Lazkano      | Movistar                   | + 2'46"   |
| 5          | Santiago Buitrago | Bahrain-Victorious         | + 4'20"   |
| 6          | Javier Romo       | Movistar                   | + 5'45"   |
| 7          | Romain Grégoire   | Groupama-FDJ               | + 28'35"  |
| 8          | Darren Rafferty   | EF Education-EasyPost      | + 34'39"  |

1947 · 1948 · 1949 · 1950 · 1951 · 1952 · 1953 · 1954 · 1955 · 1956 · 1957 · 1958 · 1959 · 1960 · 1961 · 1962 · 1963 · 1964 · 1965 · 1966 · 1967 · 1968 · 1969 · 1970 · 1971 · 1972 · 1973 · 1974 · 1975 · 1976 · 1977 · 1978 · 1979 · 1980 · 1981 · 1982 · 1983 · 1984 · 1985 · 1986 · 1987 · 1988 · 1989 · 1990 · 1991 · 1992 · 1993 · 1994 · 1995 · 1996 · 1997 · 1998 · 1999 · 2000 · 2001 · 2002 · 2003 · 2004 · 2005 · 2006 · 2007 · 2008 · 2009 · 2010 · 2011 · 2012 · 2013 · 2014 · 2015 · 2016 · 2017 · 2018 · 2019 · 2020 · 2021 · 2022 · 2023 · 2024  · 2025 · 2026
Tour Down Under ·
Great Ocean Road Race ·
Ronde van de Verenigde Arabische Emiraten ·
Omloop Het Nieuwsblad ·
Strade Bianche ·
Parijs-Nice · 
Tirreno-Adriatico · 
Milaan-San Remo ·
Ronde van Catalonië ·
Classic Brugge-De Panne ·
E3 Saxo Classic ·
Gent-Wevelgem ·
Dwars door Vlaanderen ·
Ronde van Vlaanderen ·
Ronde van het Baskenland ·
Parijs-Roubaix ·
Amstel Gold Race ·
Waalse Pijl ·
Luik-Bastenaken-Luik ·
Ronde van Romandië ·
Eschborn-Frankfurt ·
Ronde van Italië ·
Critérium du Dauphiné ·
Ronde van Zwitserland ·
Ronde van Frankrijk ·
Clásica San Sebastián ·
Ronde van Polen ·
Bretagne Classic ·
BEMER Cyclassics ·
Renewi Tour ·
Ronde van Spanje ·
GP van Quebec ·
GP van Montreal ·
Ronde van Lombardije ·
Ronde van Guangxi